# Joel Parra López
Joel Parra López (Barcelona, 4 d'abril de 2000) és un jugador de bàsquet català que pertany al FC Barcelona de la Lliga ACB. El seu lloc natural a la pista és el d'aler.

## Carrera esportiva
Joel és un jugador format a les categories inferiors del Club Joventut Badalona. La temporada 2015-16 jugava a l'equip cadet, i dues temporades més tard debutava amb el primer equip del club en partit oficial a la Lliga ACB. Concretament va debutar el 3 de desembre de 2017 a Màlaga, en un partit contra l'Unicaja.
En març de 2016 va ser un dels deu europeus escollits per disputar el Jordan Classic, la trobada que enfronta a Brooklyn als millors adolescents del Vell Continent contra els millors escolars dels Estats Units. El jugador de la Penya va destacar en la trobada internacional amb nou punts (quatre de 10 en tirs de camp), sis rebots, una assistència i dues recuperacions de pilota en 16 minuts. L'any 2018 va ser subcampió de l'Eurolliga júnior amb el Joventut, i va ser escollit en el cinc ideal del torneig amb 30,7 de valoració per partit. La temporada 2018-19 juga al CB Prat, equip vinculat al Joventut, i des de 2019 juga al primer equip de la Penya. L'estiu de 2023 marxa del Joventut i fitxa pel Barça, després de fer el pagament de la seva clàusula de rescissió que pujava a un milió d'euros.

### Selecció espanyola
Va debutar internacionalment amb la selecció espanyola sub17 al Mundial que es va celebrar a Saragossa l'any 2016. Aquell mateix any va ser internacional també amb la sub16 a l'europeu que es va celebrar a Radom (Polònia), on amb més de 17 punts i 7,4 rebots de mitjana per partit va ser decisiu perquè Espanya guanyès l'or. També el 2016, aquest cop amb la sub18, va ser internacional a l'europeu de Samsun (Turquia). L'any 2017 va ser plata amb la selecció espanyola sub18 a l'europeu d'Eslovàquia.
El febrer de 2021 va formar part de la llista de 13 jugadors seleccionats per Sergio Scariolo amb la selecció espanyola de bàsquet per disputar els darrers partits de classificació pel Campionat d'Europa de bàsquet de 2022

### Palmarès
- 2016: Medalla d'or a l'europeu sub16 amb la selecció espanyola.
- 2017: Medalla de plata a l'europeu sub18 amb la selecció espanyola.